# Nederland op de Olympische Winterspelen 1968

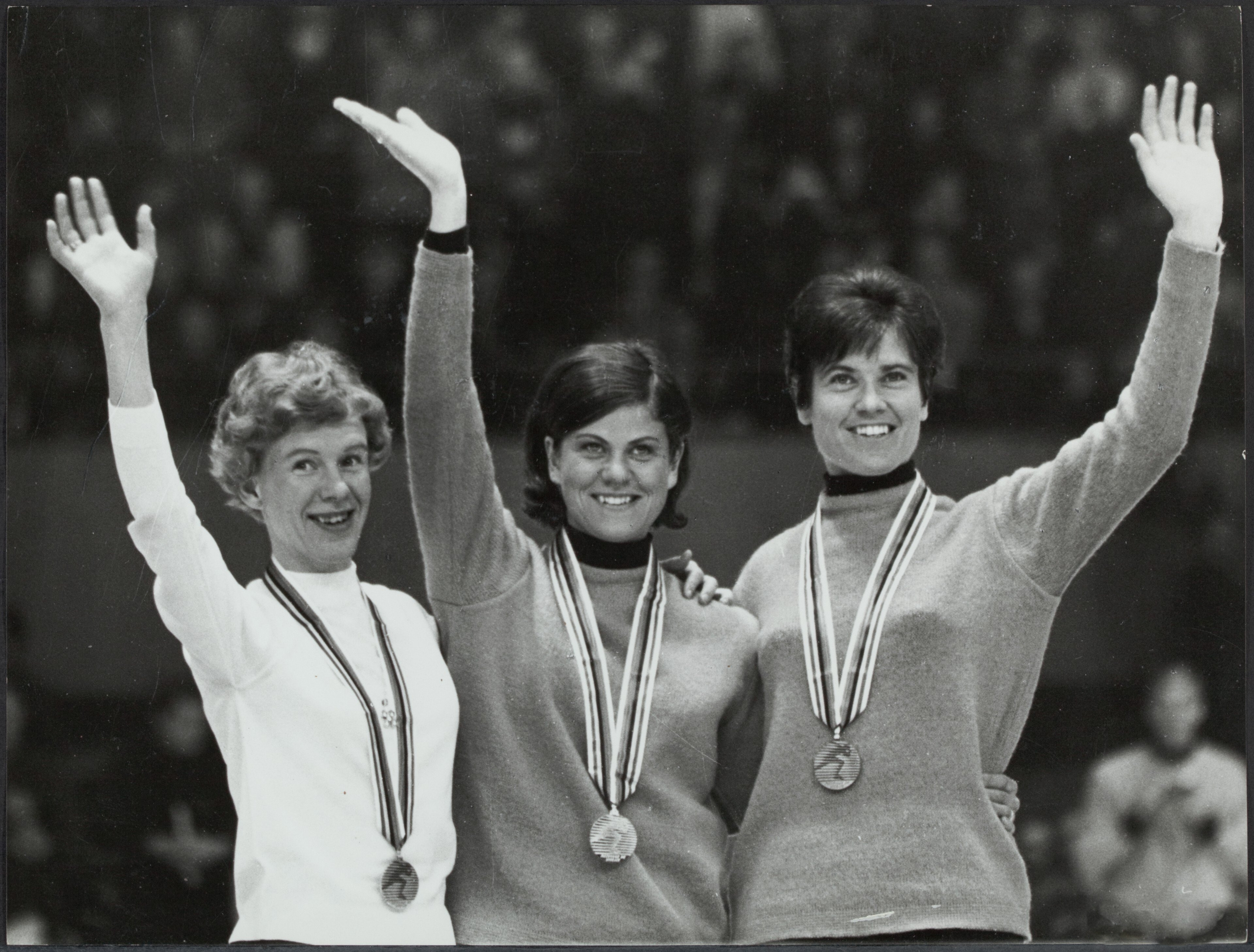
Kaija Mustonen, Ans Schut, en Stien Kaiser

Nederland nam deel aan de Olympische Winterspelen 1968 in Grenoble, Frankrijk.
Bij de achtste deelname werd er alleen bij schaatsen deelgenomen. Voor de vierde keer werden er medailles behaald. Nadat de eerste gouden medaille voor Nederland door Sjoukje Dijkstra in 1964 bij het kunstschaatsen werd behaald, werden op deze editie de eerste gouden medailles, drie stuks, bij het schaatsen gewonnen. Er werden eveneens drie zilveren en drie bronzen medailles behaald

## Medailleoverzicht
| Sport     | Olympiër          | Discipline | Medaille |
| --------- | ----------------- | ---------- | -------- |
| Schaatsen | Kees Verkerk      | 1500 m (m) | Goud     |
| Schaatsen | Carry Geijssen    | 1000 m (v) | Goud     |
| Schaatsen | Ans Schut         | 3000 m (v) | Goud     |
| Schaatsen | Ard Schenk        | 1500 m (m) | Zilver   |
| Schaatsen | Kees Verkerk      | 5000 m (m) | Zilver   |
| Schaatsen | Carry Geijssen    | 1500 m (v) | Zilver   |
| Schaatsen | Peter Nottet      | 5000 m (m) | Brons    |
| Schaatsen | Stien Baas-Kaiser | 1500 m (v) | Brons    |
| Schaatsen | Stien Baas-Kaiser | 3000 m (v) | Brons    |

## Deelnemers en resultaten

### Schaatsen
| Olympiër (deelname) | Discipline (deelname) | Resultaat | Prestatie       |
| ------------------- | --------------------- | --------- | --------------- |
| Ard Schenk          | 500 m (m)             | 13e       | 41,1 (-0,8)     |
| Ard Schenk          | 1500 m (m)            | Zilver    | 2.05,0 (-1,6)   |
| Jan Bols            | 500 m (m)             | dnf       | niet gefinisht  |
| Jan Bols            | 1500 m (m)            | 16e       | 2.07,8 (-4,4)   |
| Jan Bols            | 5000 m (m)            | 8e        | 7.33,1 (-10,7)  |
| Jan Bols            | 10.000 m (m)          | 13e       | 16.09,4 (-45,9) |
| Peter Nottet        | 500 m (m)             | 30e       | 42,4 (-2,1)     |
| Peter Nottet        | 1500 m (m)            | 9e        | 2.06,3 (-2,9)   |
| Peter Nottet        | 5000 m (m)            | Brons     | 7.25,5 (-3,1)   |
| Peter Nottet        | 10.000 m (m)          | 8e        | 15.54,7 (-31,1) |
| Kees Verkerk        | 500 m (m)             | 33e       | 42,6 (-2,3)     |
| Kees Verkerk        | 1500 m (m)            | Goud      | 2.03,4 OR       |
| Kees Verkerk        | 5000 m (m)            | Zilver    | 7.23,2 (-0,8)   |
| Kees Verkerk        | 10.000 m (m)          | 5e        | 15.33,9 (-10,3) |
|                     |                       |           |                 |
| Ellie van den Brom  | 500 m (v)             | 5e        | 46,6 (-0,5)     |
| Ellie van den Brom  | 1000 m (v)            | 13e       | 1.36,8 (-4,2)   |
| Stien Kaiser        | 500 m (v)             | 14e       | 47,6 (-1,5)     |
| Stien Kaiser        | 1000 m (v)            | 10e       | 1.35,2 (-2,6)   |
| Stien Kaiser        | 1500 m (v)            | Brons     | 2.24,5 (-2,1)   |
| Stien Kaiser        | 3000 m (v)            | Brons     | 5.01,3 (-5,1)   |
| Wil Burgmeijer      | 500 m (v)             | 16e       | 47,8 (-1,7)     |
| Wil Burgmeijer      | 3000 m (v)            | 5e        | 5.05,1 (-8,9)   |
| Carry Geijssen      | 1000 m (v)            | Goud      | 1.32,6 OR       |
| Carry Geijssen      | 1500 m (v)            | Zilver    | 2.22,7 (-0,3)   |
| Ans Schut           | 1500 m (v)            | 12e       | 2.28,3 (-5,9)   |
| Ans Schut           | 3000 m (v)            | Goud      | 4.56,2 OR       |

Argentinië · Australië · Bondsrepubliek Duitsland · Bulgarije · Canada · Chili · Denemarken · Duitse Democratische Republiek · Finland · Frankrijk · Griekenland · Groot-Brittannië · Hongarije · IJsland · India · Iran · Italië · Japan · Joegoslavië · Libanon · Liechtenstein · Marokko · Mongolië · Nederland · Nieuw-Zeeland · Noorwegen · Oostenrijk · Polen · Roemenië · Sovjet-Unie · Spanje · Tsjecho-Slowakije · Turkije · Verenigde Staten · Zuid-Korea · Zweden · Zwitserland